# Gustaaf Hulstaert
Gustaaf Hulstaert, né le 5 juillet 1900 à Melsele en Belgique et mort le 12 février 1990 à Bamanya en République démocratique du Congo, est un prêtre catholique belge, membre de la congrégation des Missionnaires du Sacré-Cœur de Jésus. 
En 1925, il part pour le Congo en tant que missionnaire religieux. Il y passe la majeure partie de sa vie et y meurt en 1990. Père Hulstaert est notamment connu pour son étude approfondie de la langue lomongo mais également pour sa participation dans l'œuvre coloniale belge du XXe siècle, surtout au niveau de la production écrite.

## Biographie

### Jeunesse
Gustaaf Hulstaert nait le 5 juillet 1900 à Melsele, dans la province de Flandre-orientale, en Belgique. Entre 1911 et 1917, il suit ses études humanitaires au collège des Missionnaires du Sacré-Cœur à Asse où il étudie le grec et le latin. Le 20 septembre 1917, il entre au noviciat des Missionnaires du Sacré-Cœur à Heverlee, dans la province du Brabant Flamand. Jusqu'en 1924, il étudie la philosophie et la théologie à la Katholieke Universiteit Leuven de Louvain. 
Le 27 juillet 1924, il est ordonné prêtre auprès de la congrégation cléricale des Missionnaires du Sacré-Cœur. 
Durant ses études, il développe une passion pour l'entomologie, et plus précisément l’étude des coléoptères et des papillons. Pour être le plus précis possible dans son travail, il collabore étroitement avec les membres de sa congrégation au Congo, ainsi que d’autres correspondants, qui lui envoient des spécimens. Hulstaert publie la plupart de ses études, avant son voyage en Afrique, dans plusieurs revues comme les Annals and Magazine of Natural History, la Revue zoologique africaine ou le Bulletin de la société entomologique de Belgique.
Entre septembre 1924 et février 1925, Hulstaert enseigne au collège des Missionnaires du Sacré-Cœur à Asse, où il avait lui-même suivit ses humanités. 
Dans le but de se préparer à son premier voyage au Congo, il étudie la médecine tropicale à Bruxelles. Le 15 septembre 1925, il est envoyé à la Préfecture Apostolique de Tshuapa, au Congo.

### Vie au Congo
Le 15 septembre 1925, Gustaaf Hulstaert entreprend son premier voyage au Congo à la Préfecture Apostolique de la Tshuapa, où il reste pour une formation de deux mois en tant qu’officier sanitaire,,.
Il est ensuite envoyé pour occuper le nouveau poste missionnaire de Boende où il travaille en tant que missionnaire itinérant. Il y reste deux ans, période durant laquelle il occupe une place très active de prêtre. Les différentes missions assignées au Père Hulstaert s'effectuent à pied, ce qui lui permet, de ce fait, d’en apprendre davantage sur les populations locales, leurs langues, ainsi que leurs coutumes. C’est d’ailleurs là qu’il développe une passion pour l'étude de la linguistique vernaculaire et l’enseignement religieux. Ses premières observations constitueront d’ailleurs la base de sa première publication importante : Over de volksstammen van de Lomela (Congo, 1931),,.
En 1927, Hulstaert arrive à Boteka (anciennement appelé Flandria), où il participe à la construction de plusieurs écoles, ainsi qu’à la construction de la mission des Huileries du Congo belge. Il sera d’ailleurs directeur des écoles de la région et recteur du poste de mission. Il y reste jusqu’en 1932, et en 1933, est affilié à la mission de la Petite Séminaire de Bomuka. Jusqu’en octobre 1934, il y occupe le poste de recteur et de directeur et professeur du Petit Séminaire,,.
Entre décembre 1934 et mai 1936, il rentre en Belgique pour une période de congé. Il profite de ces deux années dans le but de finaliser quelques études en vue de les publier. En juin 1936, Gustaaf Hulstaert repart pour une nouvelle mission au Congo, à Bamanya. Il y est nommé recteur du poste de mission de Bamanya. Au mois de septembre, il reçoit deux nominations supplémentaires : Supérieur religieux des Missionnaires du Sacré-Cœur du Vicariat de Coquilhatville et inspecteur-missionnaire des écoles de ce même vicariat. Il occupe ces différents postes jusqu’en novembre 1946, puis retourne à son ancien poste de directeur des écoles des Huileries du Congo belge et recteur de la mission de Boteka. Sa mission se termine en décembre 1948,,.
Malade, il rentre en Belgique le 6 janvier 1949 et y reste jusqu'à la fin de son rétablissement en avril 1951. À partir de cette date, il est exempté de sa fonction de missionnaire afin de pouvoir se consacrer intégralement à son travail de recherche scientifique,.

### Dialogue avec le peuple mongo
L'œuvre principale du Père Hulstaert est son œuvre linguistique. Dès ses premières années au Congo en tant que missionnaire, il s'intéresse fortement à la langue et la culture mongo, avec lesquelles il est constamment en contact. Dans l’idée d’évangéliser les Mongo, il décide d’apprendre à le connaitre et le comprendre. Dès lors, il s'initie à la langue. Tout au long de sa vie, il entreprend de nombreuses recherches dans ses domaines de prédilection : la linguistique et l'ethnologie de ce peuple,,. 

#### Linguistique lomongo
La passion que Gustaaf Hulstaert a pour la linguistique n'est pas la seule motivation de ses recherches. C'est également dans un souci de préserver le patrimoine culturel des Mongo, mis en péril par les effets de l'occupation coloniale, que Père Hulstaert s'est résolu à étudier la langue ce peuple. L'un des moyens pour réaliser cet objectif est de prouver l'unité linguistique des dialectes parlés dans le bassin du Congo. À cet effet, il est amené à focaliser ses recherches sur la dialectologie lomongo (langue parlée par les Mongo) en se basant sur des notes prises sur la grammaire lomongo.
Il convient de noter que l'œuvre linguistique de Gustaaf Hulstaert est volumineuse. En effet, celui-ci a publié une vingtaine de livres et de nombreux articles décrivant la linguistique lomongo sous ses différents aspects. Il s’intéresse notamment à l’analyse de la grammaire et celle de l’orthographe. Ainsi, il publie en 1957, le Dictionnaire lomongo-français. Par ailleurs, étant membre de la Commission linguistique africaine (1953-1960), Gustaaf Hulstaert se bat pour la préservation des différents genres de littérature orale des Mongo. C'est notamment grâce à cela que certaines langues parlées par des groupes minoritaires du bassin central congolais seront préservées,,.
En tant que prêtre catholique, Gustaaf Hulstaert a aussi participé à la traduction de la Bible en langue lomongo. Effectivement, en 1934, il publie une traduction des évangiles des dimanches et jours de fête. Quelques années plus tard, en 1951, cet ouvrage est complété par la traduction des épitres. En 1953, il s’aventure dans la traduction des évangiles. Il commence par publier celles de Matthieu et de Jean, ainsi que des Actes. En 1957, il finit la traduction des deux évangiles restants. Finalement, le Nouveau Testament et l'Ancien Testament paraissent respectivement en 1975 et 1977. Ce travail de traduction des textes bibliques en langue lomongo se fait avec la collaboration de spécialistes en Europe et de conseillers de l’Alliance Biblique. Aussi, les traductions sont examinées et améliorées par la Commission Biblique avant d’être publiées. Cette commission spéciale, dont Hulstaert en préside les réunions, est composée d’experts congolais de la langue et de la culture mongo.

#### Ethnologie mongo
Les travaux réalisés par Gustaaf Hulstaert sur l'ethnologie mongo ont pour objectif de combattre le colonialisme. En effet, il s’implique dans la lutte contre les effets délétères de la domination belge sur le peuple mongo, dont la région est notamment convoitée pour le caoutchouc et l'ivoire.
En collaboration avec Père Edmond Boelaert et des autochtones nationalistes mongo, comme Augustin Lokumambela Elenga, Hulstaert initie le « mouvement de revitalisation du peuple Mongo par le respect des valeurs ancestrales ». De ce fait, durant ses années au Congo, il défend les valeurs culturelles du peuple, leur droit foncier, mais aussi la reconnaissance de leur langue au niveau de l’enseignement officiel. Dans cette optique de défense de la culture indigène, il devient membre de la Commission pour la protection des Indigènes en 1953 et y reste jusqu'en 1960. Notons que depuis 1945, il est membre correspondant de l'Académie Royale des Sciences d'Outre-Mer, dont il devient membre honoraire en 1978. 
Par ailleurs, il examine aussi les différentes facettes de la culture mongo comme les différentes formes d'art (chant, danse, musique, instruments...), les coutumes funéraires, les pratiques religieuses, la sorcellerie, la chasse, la structure politique, les divertissements populaires, la vie économique et la médecine. Il convient toutefois de souligner que soixante pour-cent de ses travaux concernent la pratique du mariage chez le peuple mongo, ainsi que les sujets qui s'y rattachent, tels que le divorce et la dot.
Notons aussi[style à revoir] que Hulstaert s'est montré peu prolixe quant à l'historiographie de la ville de Mbandaka qui l'a accueilli en 1925. Son collaborateur, le Père Boelaert, s'en chargera.

### Autres sujets divers d'étude
La linguistique et l'ethnologie Mongo ne sont pas les seuls sujets d'étude du Père Hulstaert. La bibliographie des travaux scientifiques qu'il a réalisés est fortement diversifiée. Il s'est en effet intéressé à de nombreuses disciplines comme le droit coutumier, l'enseignement, la démographie, la politique coloniale, l'histoire, l'art, la zoologie, la botanique et l'entomologie,. 

## Titres et distinctions
- Chevalier de l'ordre de Léopold II (1938)
- Chevalier de l'ordre de Léopold (1948)
- Chevalier de l'ordre royal du Lion (1949)
- Officier de l'ordre royal du Lion(1954)
- Chevalier de l'ordre national du Léopard (1970)
- Docteur honorifique à l’université Johannes-Gutenberg de Mayence (20 octobre 1972)
- Docteur honorifique à l’université nationale du Zaïre de Kinshasa (15 octobre 1973)
- Officier de l'ordre de la Couronne (1976)

## Œuvres et publications
En 1937, Père Hulstaert et son collègue Père Boelart fondent la revue Aequatoria. Hulstaert en est le rédacteur chef pendant plus de vingt-cinq ans. Cette revue est la première revue scientifique qui se consacre à la linguistique et l'ethnologie ; les deux domaines principaux de Gustaaf Hulstaert. Le but d' Aequatoria est d'encourager une collaboration, par la mise en commun de connaissances de ceux qui s'intéressent aux études congolaises. Ceci se fait au travers de publications traitants de sujets variés. En outre, la revue Aequatoria est un moyen, pour Gustaaf Hulstaert, de publier ses travaux divers.
Voici une liste non-exhaustive de quelques-unes de ses publications :
- Losilo jwa Bonanga Bokiso, Vicariat apostolique, Coquilhatville, 1937.
- Considérations sur l’orthographe du Lonkundo-Lomongo, Aequatoria, Coquilhatville, 1937.
- Sanctions coutumières conte l’adultère chez les Nkundó, Falk, Bruxelles, 1938.
- Schets van het Lontonmba (Belgisch Kongo), De Sikkel, Anvers, 1940.
- Carte linguistique du Congo Belge, Institut royal colonial belge, 1950.
- Proverbes Mongo, Musée royal du Congo belge, Tervuren, 1958.
- Notes de botanique Mongo, Académie Royale des Sciences d’Outre-Mer, Bruxelles, 1966.
- Bonkanda wa njakomba : elaka ea yooko, Société de St-Pierre Claver, Rome, 1975.
- Esquisse de sémantique mongo, Académie Royale des Sciences d’Outre-Mer, Bruxelles, 1977.
- Poèmes mongo anciens, Musée royal de l’Afrique centrale, Tervuren, 1978.
- Traditions orales Mongo, Centre d’Études Ethnologiques de Bandundu (CEEBA), Bandundu, 1979.
- Le dieu des Mongo (Zaïre), Anthropos, St. Augustin, 1980.
- Éléments Pour L'histoire Mongo Ancienne, Universa, Wetteren, 1984.
- Het epos van Lianja : epiek en lyriek van de Mòngó, Meulenhoff, Amsterdam, 1985.
- Complément au Dictionnaire lomongo-français, Centre Aequatoria, Bamanya, 1987.

## Hommages et postérité
En mémoire du Père Gustaaf Hulstaert, un Cercle Culturel nommé « Gustaaf Hulstaert » a été créé à Bamanya, en 1995. Ce cercle, composé d'étudiants et anciens étudiants de Mbandaka habitant à la mission de Bamanya, continue la lutte du Père Hulstaert pour la défense du peuple mongo et la promotion du lomongo.